# Сострадание к прекрасному
«Сострадание к прекрасному» (англ. Sympathy for Delicious) — американская драма режиссёра Марка Руффало, которая вышла в мировой прокат 23 января 2010. Главную роль в картине исполнили Кристофер Торнтон, Марк Руффало и Джульетт Льюис. Слоган фильма: «You get what you need».

## Сюжет
Действие фильма происходит в Лос-Анджелесе. Диджей (Кристофер Торнтон) по прозвищу «Вкусный Дин» оказывается парализованным, но беда не приходит одна — он остаётся без дома. Теперь он вынужден бороться за своё существование. У него есть мечта — излечиться от болезни и стать настоящей рок-звездой. В один прекрасный день он узнаёт, что обладает особым даром. Он способен излечивать больных людей, но не себя.

## В ролях
- Кристофер Торнтон — Вкусный Дин, диджей
- Марк Руффало — Джо
- Джульетт Льюис — Ариэль Ли
- Лора Линни — Нина Хог
- Орландо Блум — The Stain
- Ноа Эммерих — Rene Faubacher
- Джеймс Карен — Bill Rohn, отец
- Джон Кэрролл Линч — Кэролл, евангелист
- Роберт Уиздом — Prendell
- Дов Тифенбах — Оги

## Критика
Фильм получил в основном отрицательные отзывы. На сайте Rotten Tomatoes у картины 70 % отрицательных рецензий. На сайте Metacritic картина набрала 44 балла из 100.